# 2968 Iliya
2968 Iliya è un asteroide areosecante. Scoperto nel 1978, presenta un'orbita caratterizzata da un semiasse maggiore pari a 2,3672797 UA e da un'eccentricità di 0,3108047, inclinata di 9,14635° rispetto all'eclittica.